# Каюга (Нью-Йорк)
Каюга (англ. Cayuga) — селище (англ. village) в США, в окрузі Каюга штату Нью-Йорк. Населення — 472 особи (2020).

## Географія
Каюга розташована за координатами 42°55′10″ пн. ш. 76°43′41″ зх. д. / 42.91944° пн. ш. 76.72806° зх. д. (42.919548, -76.727987).  За даними Бюро перепису населення США в 2010 році селище мало площу 3,54 км², з яких 2,34 км² — суходіл та 1,20 км² — водойми.

## Демографія
Згідно з переписом 2010 року, у селищі мешкало 549 осіб у 222 домогосподарствах у складі 152 родин. Густота населення становила 155 осіб/км².  Було 253 помешкання (72/км²).
Расовий склад населення:
| - 97,1 % — білих - 0,9 % — чорних або афроамериканців - 0,2 % — корінних американців - 0,2 % — азіатів |

До двох чи більше рас належало 1,6 %. Частка іспаномовних становила 0,2 % від усіх жителів.
За віковим діапазоном населення розподілялося таким чином: 23,0 % — особи молодші 18 років, 59,0 % — особи у віці 18—64 років, 18,0 % — особи у віці 65 років та старші. Медіана віку мешканця становила 40,5 року. На 100 осіб жіночої статі у селищі припадало 94,7 чоловіків;  на 100 жінок у віці від 18 років та старших — 96,7 чоловіків також старших 18 років.
Середній дохід на одне домашнє господарство  становив 68 659 доларів США (медіана — 50 536), а середній дохід на одну сім'ю — 81 798 доларів (медіана — 68 214). За межею бідності перебувало 2,4 % осіб, у тому числі 0,0 % дітей у віці до 18 років та 0,0 % осіб у віці 65 років та старших.
Цивільне працевлаштоване населення становило 250 осіб. Основні галузі зайнятості: освіта, охорона здоров'я та соціальна допомога — 33,2 %, виробництво — 20,0 %, публічна адміністрація — 16,4 %.